# وترپ
وترپ (به هلندی: Vatrop) یک منطقهٔ مسکونی در هلند است که در Hollands Kroon واقع شده‌است.